# Vaccinium erythrocarpum
Vaccinium erythrocarpum är en tranbärsart hemmahörande i Appalacherna och Ostasien, som beskrevs av André Michaux. Vaccinium erythrocarpum ingår i Blåbärssläktet, och familjen ljungväxter. Inga underarter finns listade i Catalogue of Life.